# موهن

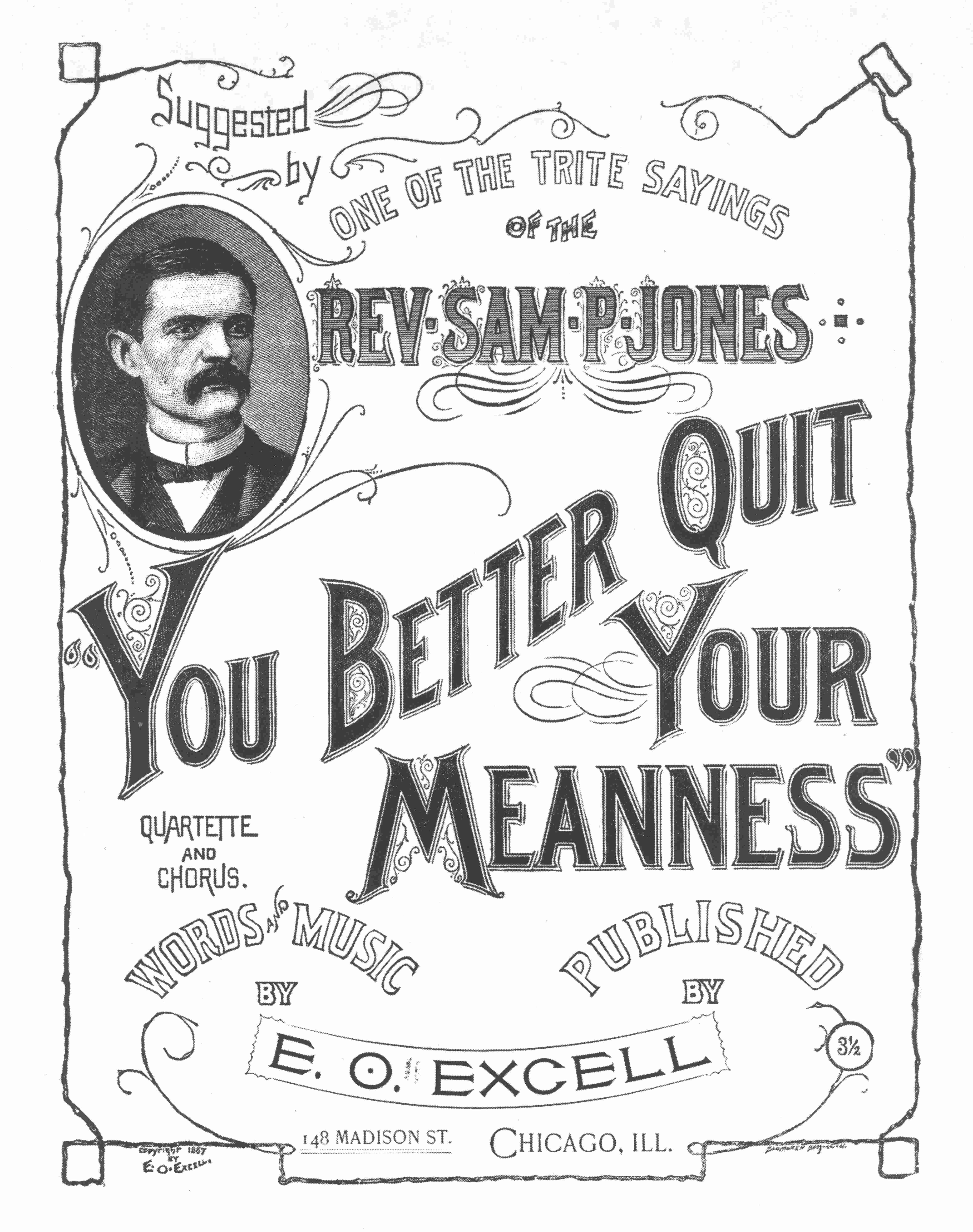
مبلغ احیاگر سم جونز شعار "Quent Your Quest" را ساخت که توسط اکسل در یک موسیقی بکار رفت.

پستی (به انگلیسی: Meanness) خصوصیتی فردی است که فرم کلاسیک آن موضوع بحث های بسیاری، از ارسطو گرفته تا توماس آکویناس، بوده‌است. مشخصه آن به عنوان یک رذیلت از "پستی" است اما شکل مدرن آن  بی‌رحمی قلمداد میشود.

## بیشتر خواندن
- Girl Culture: An Encyclopedia. Greenwood. 2007. p. 427–429. ISBN 9780313339080. {{cite encyclopedia}}: Missing or empty |title= (help)
- Encyclopedia of Adolescence. Springer Science & Business Media. 2014. ISBN 9781441916952. {{cite encyclopedia}}: Missing or empty |title= (help)